# روابط ارمنستان و فیلیپین
روابط دوجانبه بین ارمنستان و فیلیپین وجود دارد. روابط دو کشور از زمان تأسیس در ۲۰ مه ۱۹۹۲ و پس از فروپاشی اتحاد جماهیر شوروی به تدریج بهبود یافته است.
ادوارد نالبندیان وزیر امور خارجه در سال ۲۰۱۲ از فیلیپین دیدن کرد و او را به بالاترین مقام دولتی ارمنستان تبدیل کرد که تا به امروز از فیلیپین دیدن کرده است. روابط ارمنستان و فیلیپین پس از دیدار رایسا واردانیان سفیر غیر مقیم ارمنستان از آلبرت دل روزاریو وزیر امور خارجه در ۱۹ مارس ۲۰۱۵ تقویت شد. آخرین تعامل دیپلماتیک شامل تعهد به افزایش تجارت، سرمایه‌گذاری و همکاری‌های آموزشی و علمی بین دو کشور بود.
روابط تجاری بین ارمنستان و فیلیپین به تدریج در حال گسترش است، هرچند که حجم تجارت بین دو کشور هنوز در مقایسه با دیگر کشورها کم است. فرصت‌های سرمایه‌گذاری در بخش‌های مختلفی مانند کشاورزی، فناوری اطلاعات و گردشگری وجود دارد که می‌تواند به توسعه این روابط کمک کند. همچنین، احتمال انعقاد توافق‌نامه‌های اقتصادی برای تسهیل تجارت و کاهش تعرفه‌ها وجود دارد. با این حال، چالش‌هایی مانند فاصله جغرافیایی و تفاوت‌های زبانی و فرهنگی ممکن است مانع از گسترش سریع روابط تجاری شوند. برگزاری نمایشگاه‌های تجاری و رویدادهای مرتبط نیز می‌تواند به تقویت این روابط و ایجاد فرصت‌های جدید کمک کند.
هر دو کشور در حال حاضر سفیران غیر مقیم دارند. سفیر ارمنستان از هانوی در مانیل و سفیر فیلیپین از مسکو در ایروان دارای اعتبار هستند. از نظر تاریخی، ارمنی‌ها نقش مهمی در تجارت و تجارت در فیلیپین داشتند. کشیش یسوعی موریلو ولارده خاطرنشان کرد که ارمنی‌ها به همراه سایر مسیحیان ارتدوکس در اوایل سال ۱۶۱۸ در مانیل حضور داشتند. در قرن هجدهم، ارمنی‌ها در مانیل که برخی از آنها از چنای در هند آمده بودند، جایی که جامعه ارمنی عمده ای در آن حضور دارند، تجارت بین جزایر فیلیپین و هند را آسان کردند.

## مهاجرت

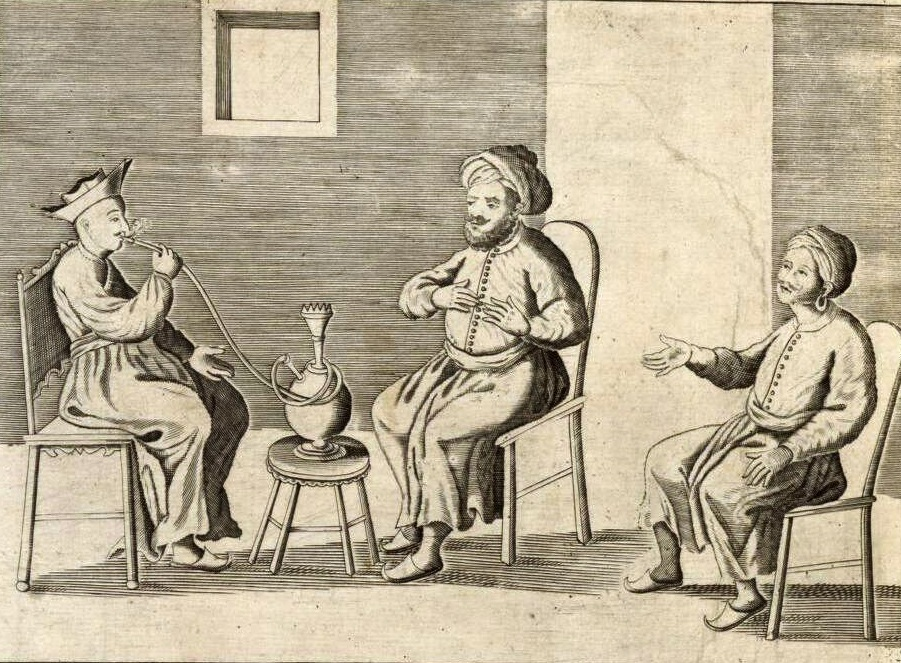
یک ارمنی (سمت چپ) در حال کشیدن قلیان، نقشه ولارده، ۱۷۵۴

طبق گزارش سفارت فیلیپین در مسکو، حداقل ۳۰۰ فیلیپینی در ایروان، پایتخت ارمنستان ساکن هستند، اما تنها ۷۰ نفر در سفارت در سال ۲۰۱۸ ثبت نام کرده‌اند. بر اساس گزارش کمیته گردشگری این کشور، تعداد گردشگران فیلیپینی در ارمنستان نیز از ۶۷۴ نفر در سال ۲۰۱۴ به ۲۲۰۰۷ در سال ۲۰۱۷ افزایش یافته است. در فیلیپین، تعداد گردشگران ارمنی نیز از ۸۴ نفر در سال ۲۰۱۲ به بیش از ۱۰۰ نفر در سال ۲۰۱۶ افزایش یافته است.

## ارمنی‌ها فیلیپین
ارمنی‌ها یکی از اقلیت‌های قومی در فیلیپین هستند که تاریخچه‌ای غنی در فیلیپین دارند. از زمان اشغال فیلیپین توسط اسپانیایی‌ها، ارمنی‌ها و یونانی‌ها اولین مسیحیان ارتدوکس در لوزون بوده‌اند. ارمنی‌ها در قرن نوزدهم و اوایل قرن بیستم به فیلیپین مهاجرت کردند. بسیاری از آن‌ها به عنوان بازرگان و کارآفرین به این کشور آمدند. سندی در قرن هجدهم که توسط پدرو موریلو ولارده، مورخ یسوعی نوشته شده است، که در آن تلاش‌های تبلیغی گروه آنها در فیلیپین را شرح می‌دهد، حضور چنین مهاجرانی را در مانیل در اوایل سال ۱۶۱۸ ثبت کرده است. اگرچه تعداد ارمنی‌ها فیلیپین مشخص نیست، اما حدود ۱۱۴ نفر تخمین زده می‌شود.

## روابط تجاری و اقتصادی
| سال  | صادرات | واردات |
| ---- | ------ | ------ |
| ۲۰۱۲ | ۳۹٫۰   | ۲۲۷۵٫۸ |
| ۲۰۱۳ | ۶۸٫۱   | ۱۸۶۱٫۷ |
| ۲۰۱۴ | ۸٫۱    | ۲۰۳۲٫۵ |

داده‌های نمودار بالا حجم تجارت بین ارمنستان و فیلیپین از سال ۲۰۱۲ تا ۲۰۱۴ می‌باشد را نشان می‌دهد.